# Dreifelden

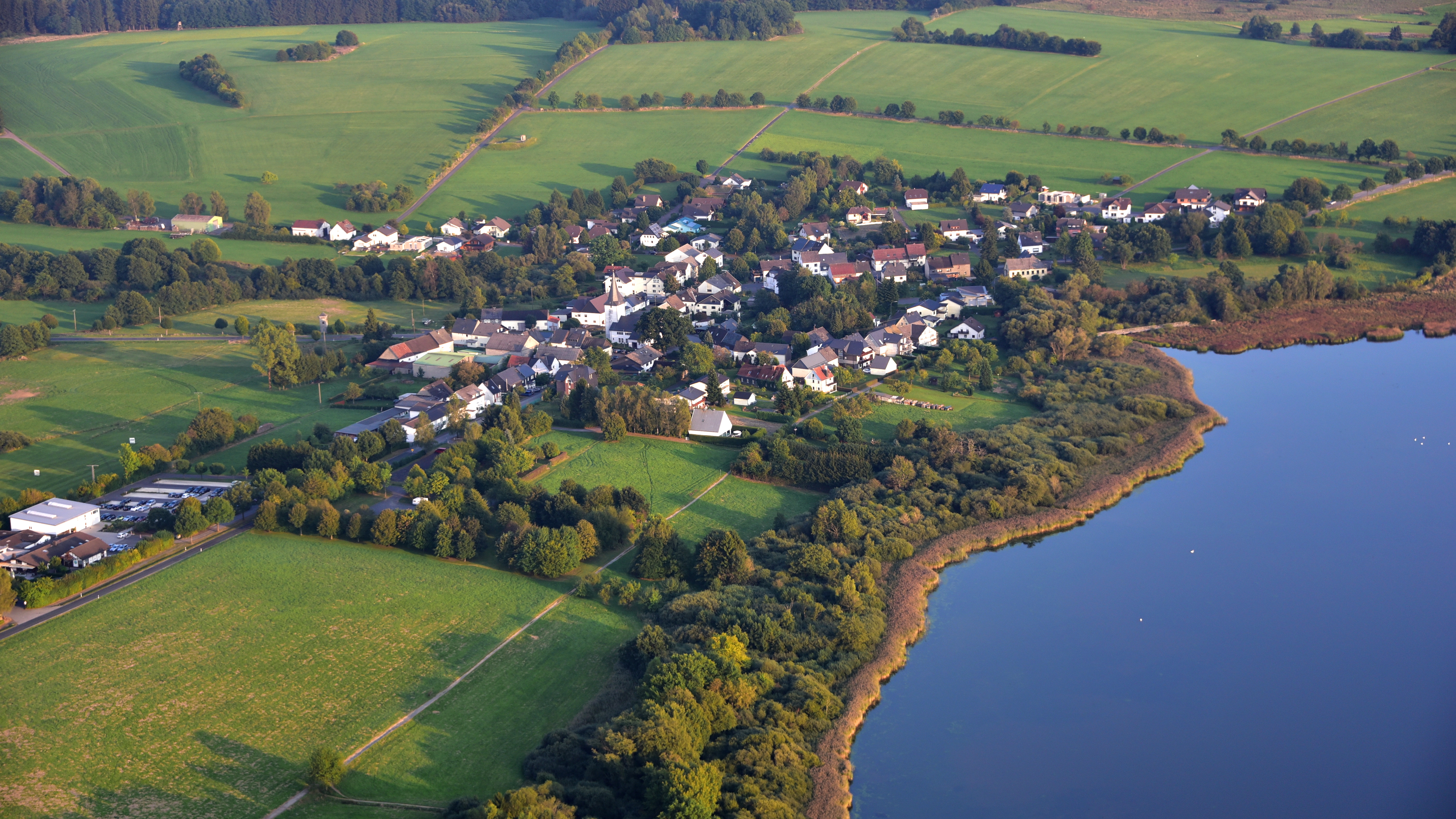
Dreifelden, Luftaufnahme (2016)

Dreifelden ist eine Ortsgemeinde im Westerwaldkreis in Rheinland-Pfalz. Sie gehört der Verbandsgemeinde Hachenburg an.

## Geographische Lage
An der Südgrenze der Verbandsgemeinde Hachenburg, im nordwestlichen Teil des Westerwaldkreises, liegt am größten See der Westerwälder Seenplatte, dem Dreifelder Weiher, der Ort Dreifelden. Nachbarorte sind im Nordosten Linden, im Süden bzw. Südwesten Freilingen und Steinen und im Nordwesten Steinebach an der Wied.

## Geschichte
Urkundlich erwähnt wurde Dreifelden zum ersten Mal 1319.
Im Mittelpunkt des Ortes steht die Dreifaltigkeitskirche, eine der ältesten Steinkirchen des Westerwaldes. Die Anfänge reichen bis in die frühromanische Zeit um das Jahr 1000 zurück, wobei die Kirche bis hin zur Reformationszeit als Wallfahrtskirche genutzt wurde. Aus ihrem Namen ging möglicherweise der Ortsname Dreifelden hervor.
Bevölkerungsentwicklung
Die Entwicklung der Einwohnerzahl von Dreifelden, die Werte von 1871 bis 1987 beruhen auf Volkszählungen:
| Jahr | Einwohner |
| 1815 | 145       |
| 1835 | 188       |
| 1871 | 166       |
| 1905 | 152       |
| 1939 | 148       |
| 1950 | 182       |

| Jahr | Einwohner |
| 1961 | 183       |
| 1970 | 212       |
| 1987 | 201       |
| 1997 | 310       |
| 2005 | 314       |
| 2023 | 256       |

## Politik

### Bürgermeister
Ralf Scheffler ist seit Sommer 2019 Ortsbürgermeister von Dreifelden.
Schefflers Vorgänger waren Günter Dapprich und Jürgen Licht.

### Wappen
| Wappen von Dreifelden | Blasonierung: „In Gold eine eingebogene blaue Spitze, darin: eine silberne Wellenleiste, über ihr eine silberne Kirche, unter ihr ein silberner Fisch; vorne drei rote Schräglinksbalken, hinten drei rote Schrägrechtsbalken.“ |
| Wappen von Dreifelden | |

## Verkehr
Dreifelden wird über die B 8 an das überörtliche Verkehrsnetz angeschlossen. Die Bundesstraße verbindet den Ort mit den Mittelzentren Hachenburg (elf Kilometer) und Altenkirchen (26 Kilometer). Zu den Autobahnanschlüssen der A 3 Ransbach-Baumbach und Dierdorf gelangt man über die B 8/B 413. Zur Anschlussstelle Hennef-Ost der A 560 (AS 60) gelangt man direkt über die B 8.

## Bilder

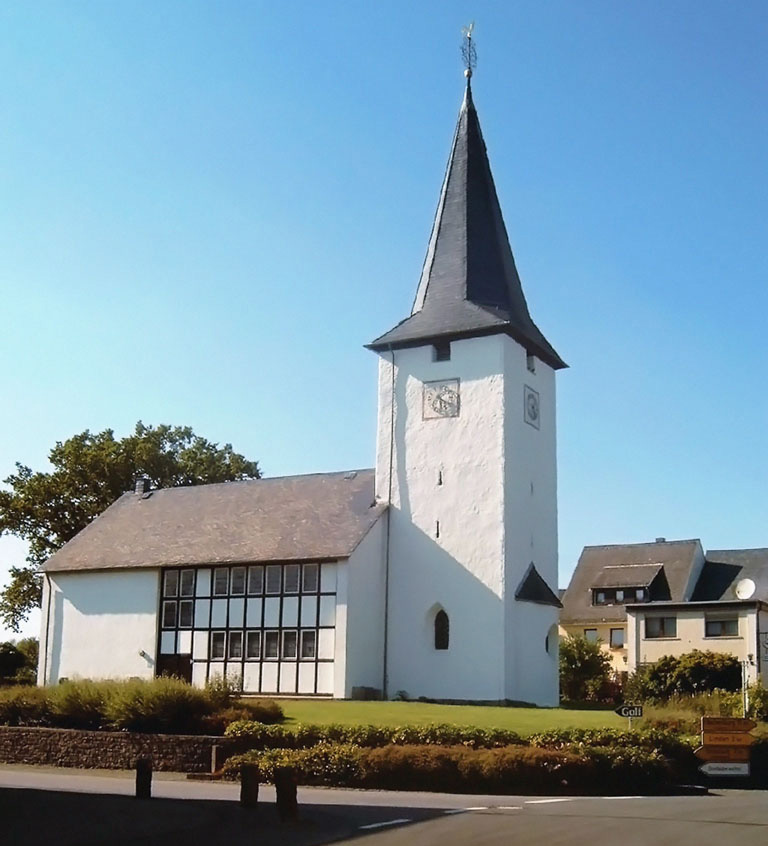
Kirche in Dreifelden
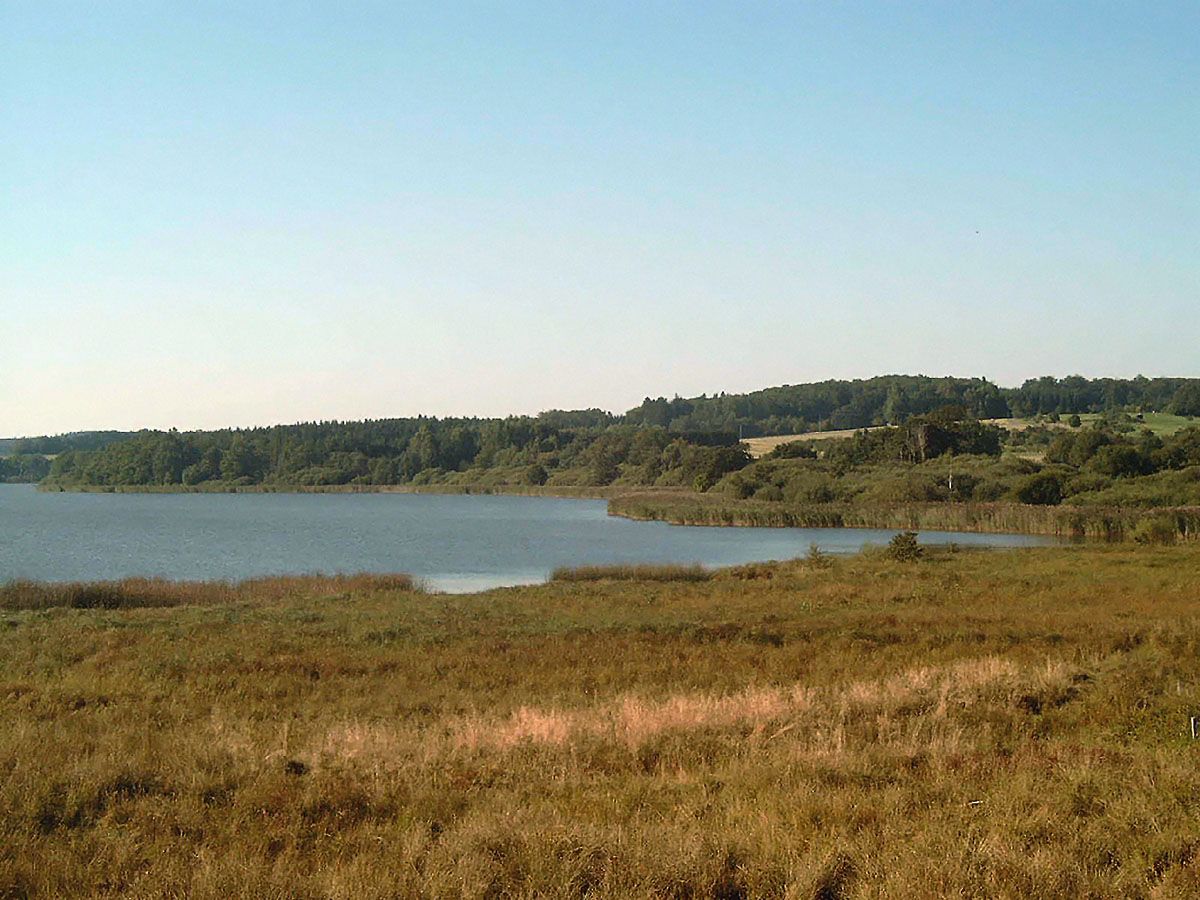
Dreifelder Weiher
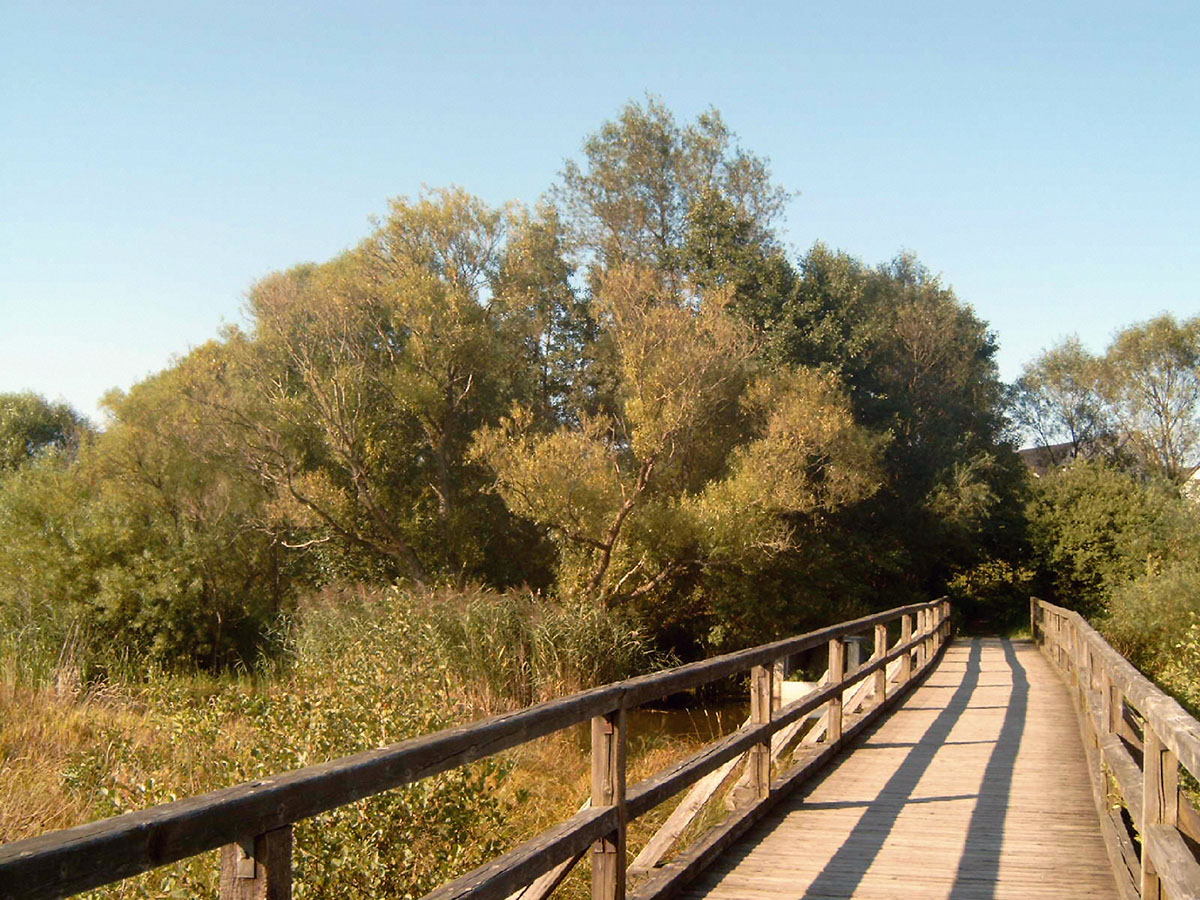
Weiherbrücke Dreifelden